# Comuna Velîki Solonți, Novi Sanjarî
Velîki Solonți (în ucraineană Великі Солонці) este o comună în raionul Novi Sanjarî, regiunea Poltava, Ucraina, formată din satele Polohî-Nîz și Velîki Solonți (reședința).

## Demografie
Componența lingvistică a comunei Velîki Solonți
     Ucraineană (94,57%)
     Rusă (3,54%)
     Română (1,26%)
Conform recensământului din 2001, majoritatea populației comunei Velîki Solonți era vorbitoare de ucraineană (94,57%), existând în minoritate și vorbitori de rusă (3,54%) și română (1,26%).